# Kimminsoperla albomacula
Kimminsoperla albomacula är en bäcksländeart som först beskrevs av Douglas E. Kimmins 1951.  Kimminsoperla albomacula ingår i släktet Kimminsoperla och familjen Notonemouridae. Inga underarter finns listade i Catalogue of Life.